# Clematis napoensis
Clematis napoensis är en ranunkelväxtart som beskrevs av Wen Tsai Wang. Clematis napoensis ingår i släktet klematisar, och familjen ranunkelväxter. Inga underarter finns listade i Catalogue of Life.